# Lost in Space (televisieserie, 2018)
Lost in Space is een Amerikaanse science-fictiontelevisieserie uit 2018. De serie is gebaseerd op de gelijknamige televisieserie uit 1965. De serie gaat over een familie ruimtekolonisten waarvan het ruimteschip uit koers raakt.
Op 13 april 2018 kwam seizoen één uit op Netflix, waarbij alle tien de afleveringen tegelijk te streamen waren. Op 24 december 2019 kwam seizoen twee beschikbaar. Dit seizoen bestaat eveneens uit tien afleveringen die ook in een keer te streamen zijn. Op 1 december 2021 kwam seizoen drie beschikbaar. Dit seizoen bestaat uit acht afleveringen die ook in een keer te streamen zijn.